# فرودگاه منطقه‌ای ماناساس
فرودگاه منطقه‌ای ماناساس (به انگلیسی: Manassas Regional Airport) (به زبان بومی: Harry P. Davis Field) یک فرودگاه همگانی بهره‌برداری هوایی با کد یاتا HEF است که یک باند فرود آسفالت دارد و طول باند آن ۱۷۳۷ متر است. این فرودگاه در شهر ماناساس، ویرجینیا کشور ایالات متحده آمریکا قرار دارد و در ارتفاع ۵۹ متری از سطح دریا واقع شده‌است.